# Le Favril (Eure-et-Loir)
Le Favril ist eine französische Gemeinde mit 365 Einwohnern (Stand: 1. Januar 2022) im Département Eure-et-Loir in der Region Centre-Val de Loire. Sie gehört zum Arrondissement Chartres und zum Kanton Illiers-Combray. Die Einwohner werden Guidofontanais genannt.

## Geographie
Le Favril liegt etwa 24 Kilometer westlich von Chartres. Umgeben wird Le Favril von den Nachbargemeinden Pontgouin im Norden, Landelles im Osten, Friaize im Süden, Champrond-en-Gâtine im Süden und Südwesten, Saint-Éliph im Westen sowie Saint-Maurice-Saint-Germain im Nordwesten.

## Bevölkerungsentwicklung
| Jahr                       | 1962 | 1968 | 1975 | 1982 | 1990 | 1999 | 2006 | 2013 | 2020 |
| Einwohner                  | 329  | 277  | 268  | 266  | 300  | 280  | 314  | 345  | 371  |
| Quellen: Cassini und INSEE |      |      |      |      |      |      |      |      |      |

## Sehenswürdigkeiten
- Kirche Saint-Pierre aus dem 13. Jahrhundert, mit Umbauten aus dem 16. und 18. Jahrhundert
- Herrenhaus La Grand'maison aus dem 16./17. Jahrhundert

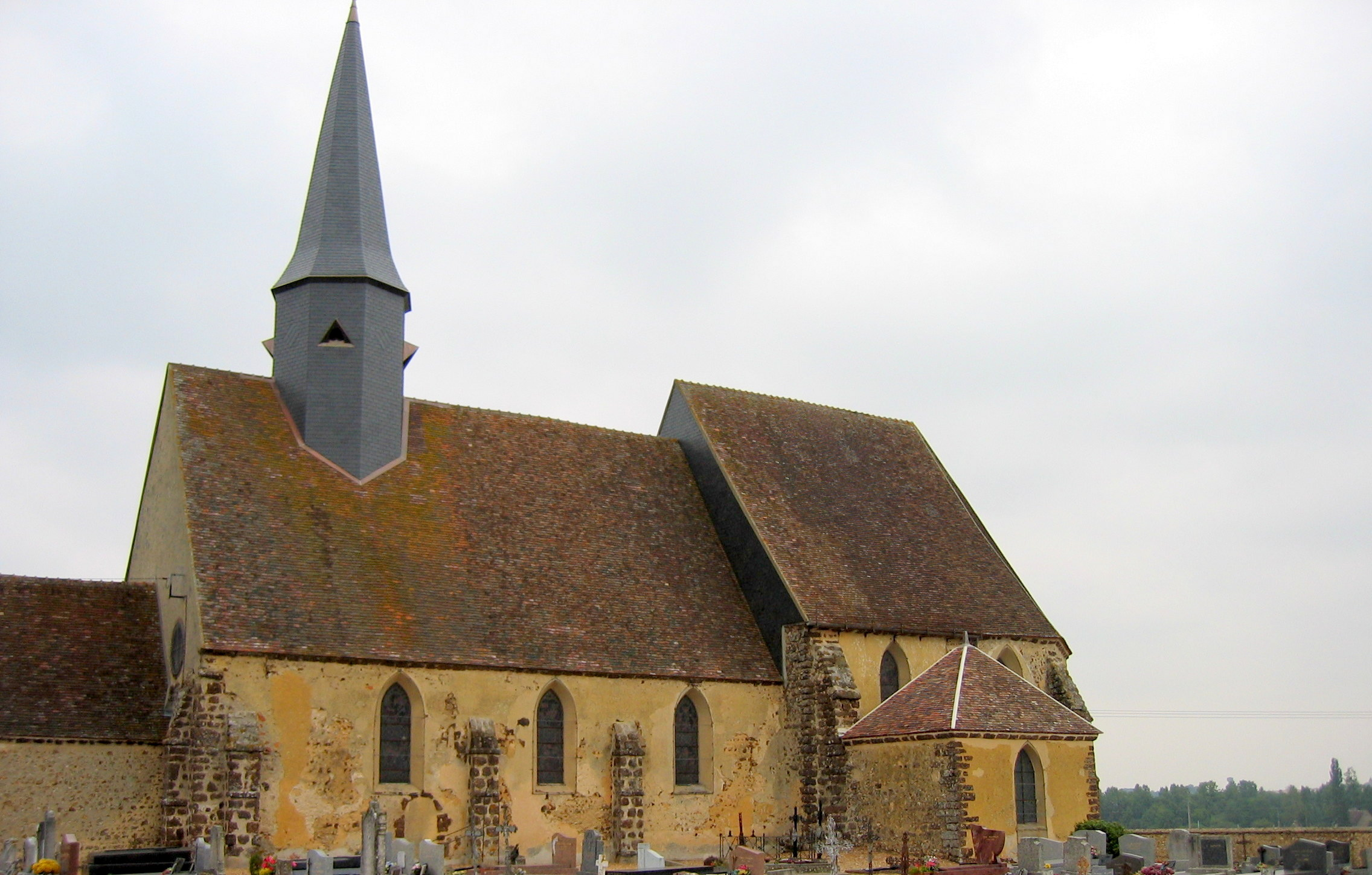
Kirche Saint-Pierre